# Ruscus hyrcanus
Espèce
Classification phylogénétique
Ruscus hyrcanus est une espèce de plantes du genre Ruscus et de la famille des liliacées.